# اخیراً بیشتر استفاده‌شده
اخیراً بیشتر استفاده‌شده (به انگلیسی: least frequently used) یا الگوریتم LFU یک نوع الگوریتم حافظه نهان است که در رایانه برای مدیریت حافظه استفاده می‌شود.
در این روش، یک شمارندهٔ نرم‌افزاری به هر صفحه نسبت داده می‌شود. مقدار همهٔ شمارنده‌ها در ابتدا صفر است. در هر وقفه ساعت سیستم عامل R هر صفحه را (چه صفر باشد و چه یک) با مقدار شمارندهٔ مربوط به آن صفحه جمع می‌کند. بدین ترتیب، هر شمارنده نمایانگر آن است که صفحهٔ مربوط چند بار دستیابی شده‌است. هنگامی‌که نقص صفحه رخ می‌دهد، صفحه‌ای که شمارندهٔ آن کمترین مقدار را دارد، جهت خروج از حافظه انتخاب می‌شود. این الگوریتم برای بعضی از برنامه‌ها نامناسب است؛ مثلاً صفحاتی ممکن است برای مدتی محدود و به مقدار زیاد مورد استفاده قرار گیرند (و شمارندهٔ آنها عدد بزرگی شود)، ولی بعداً برای مدت زیادی بلااستفاده باشند (و همچنان شمارندهٔ آنها همان عدد بزرگ قبلی باشد)؛ بدین ترتیب، سیستم‌عامل صفحات مفید را به جای صفحاتی که در آینده بلااستفاده‌اند، از حافظه خارج خواهد کرد.